# Zuid-Amerikaanse modderschildpad
De Zuid-Amerikaanse modderschildpad (Kinosternon scorpioides) is een schildpad uit de familie van de modder- en muskusschildpadden (Kinosternidae).

## Uiterlijke kenmerken
Het schild van deze soort wordt ongeveer 25 centimeter lang en de schildpad is makkelijk te herkennen aan de duidelijke plooien aan de bovenzijde van het schild, ook wel carapax genoemd. Deze plooien vormen in het midden een lage opstaande kam, maar hoe ouder een dier wordt, hoe meer reliëf het schild verliest. Typische kenmerken zijn de rode wangen, geen knalrode vlekken zoals bij de roodwangschildpad (Trachemys scripta elegans), maar onduidelijke rode plekken bestaande uit kleine rode stipjes. De kleur is bruin tot groen of bijna zwart, juvenielen zijn zwart met gele vlekjes op de schildrand.

## Algemeen
De Zuid-Amerikaanse modderschildpad komt voor in Mexico, geheel Midden- en noordelijk Zuid-Amerika tot in Argentinië, Bolivia en Peru en heeft voor een schildpad een enorm verspreidingsgebied. Het is een bewoner van modderige, stilstaande of langzaam stromende riviertjes of moerassen, ondergelopen bossen en andere vochtige en begroeide plaatsen. De schildpad leeft grotendeels van in het water levende dieren als slakken, wormen, vissen en ongewervelden, maar eet ook wel planten of aas.

## Ondersoorten
Er worden vier ondersoorten onderscheiden, die verschillen in uiterlijk en verspreidingsgebied.
- Ondersoort Kinosternon scorpioides abaxillare
- Ondersoort Kinosternon scorpioides albogulare
- Ondersoort Kinosternon scorpioides cruentatum
- Ondersoort Kinosternon scorpioides scorpioides